# Djahanguir Rustamov
Pour les articles homonymes, voir Rustamov.
Djahanguir Rustamov (en azéri : Cahangir Mahmud oğlu Rüstəmov ; né le 5 mars 1926 dans la ville de Chéki et mort le 13 février 2007) est un Peintre du Peuple d’Azerbaїdjan (2002).

## Biographie
Il termine l'école de 7 ans en 1939. En 1939-1941, il étudie à l’Collège d'art d'État d'Azerbaïdjan Azim Azimzade. Il entre à l'Institut des beaux-arts d'État V.I.Sourikov de Moscou, mais en raison de sa situation familiale, il abandonne ses études et retourne à Bakou.
La créativité de l'artiste couvre de nombreux genres de peinture et se distingue par son esprit national et sa poétique. Les tableaux à plusieurs figures de Dj. Rustamov sur le thème historique, les compositions sur le thème des vacances, du travail et du repos, ainsi que les paysages épiques, les portraits et les natures mortes expressives en sont des exemples. Vignoble, Cultivateurs de rivière, Ouvriers des champs, Agriculteurs collectifs, Petit aide, Dans les montagnes, Chahdag et d'autres tableaux qui se distinguent par leur couleur nationale et leur émotivité lui ont valu la renommée. Djahanguir Rustamov participe à l'exposition d'art républicain en 1945 avec son œuvre Le dernier soldat ennemi. En 1955, il est admis à l’Union des Artistes de l’URSS. L'exposition de reportages de l'artiste est inaugurée à Bakou en 1953. En 1955, le peintre reçoit un diplôme et un insigne spécial de l'Académie nationale des sciences d'Azerbaïdjan « pour la meilleure matière pour enfants ». L'exposition "Paris-Tunis" de l'artiste est inaugurée en 1962 à Bakou et une exposition de rapport en 1973 à la ferme collective Nizami dans la région d'Astara (Azerbaïdjan). Ses œuvres ont participé à des expositions d'artistes azerbaïdjanais ouvertes à l'étranger en 1979.
Djahanguir Rustamov reçoit le titre de l'Artiste émérite de la RSS d'Azerbaïdjan en 1982 et d'Artiste du peuple de la République d'Azerbaïdjan en 2002 pour ses services dans le développement des beaux-arts de l'Azerbaïdjan. En 2002, une exposition individuelle de l'artiste est inaugurée dans la salle d'exposition V. Samadova à Bakou. En 2004, il obtient la retraite personnel du Président de la République d'Azerbaïdjan.